# Zemplényi Tivadar

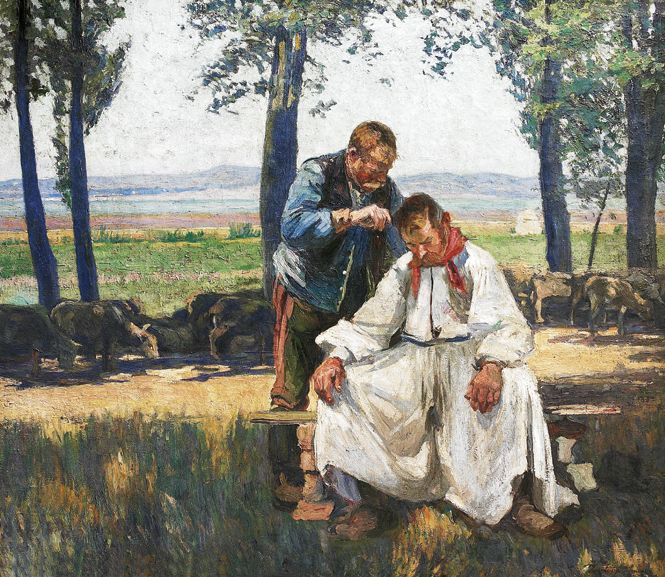
Siófoki pásztorok

Zemplényi Tivadar, Zempliner Tivadar Volfgang Antal (Eperjes, 1864. október 31. – Budapest, 1917. augusztus 22.) magyar festő, művésztanár, a müncheni akadémikus stílus képviselője.

## Életpályája
Zemplényi Gusztáv és Kaszanyiczky Mária fiaként született. A Mintarajziskolában Székely Bertalan és Lotz Károly voltak a tanárai. Ezután Münchenben Hacklnál és Löfftznél tanult. Miután hazatért, Nagybányán, később Szolnokon dolgozott. Hírnevét az alapozta meg, hogy Templomban című művét, amelyet 1890-ben a Műcsarnokban állított ki, az uralkodó, I. Ferenc József vásárolta meg. 1903-tól a Képzőművészeti Főiskolán tanított. Ugyanebben az évben vették fel a Madách szabadkőműves páholyba is. 1918-ban rendezték meg a hagyatéki kiállítását a Nemzeti Szalonban.

## Családja
Felesége Lechner Margit (1873–1957) volt, Lechner Gyula és Uhink Mária Antónia lánya.
Gyermekei:
- Zemplényi Tivadar (1896–1920)
- Zemplényi Ilona (1898–?). Férje Krúdy Gyula (1900–1962), Krúdy Gyula és Spiegler Bella fia.
- Zemplényi Zoltán (1900–1975)[12]
- Zemplényi Irén Katalin (1903–1975)

## Díjai, elismerései
- Számos díj mellett 1911-ben elnyerte a Nemzeti Szalon aranyérmét, majd állami aranyérmet nyert.

## Ismertebb művei
- Templomban
- Szegény asszony otthona
- Búcsúsok
- Zarándoknő
- Tehenek a patakban

## Ismertebb tanítványai

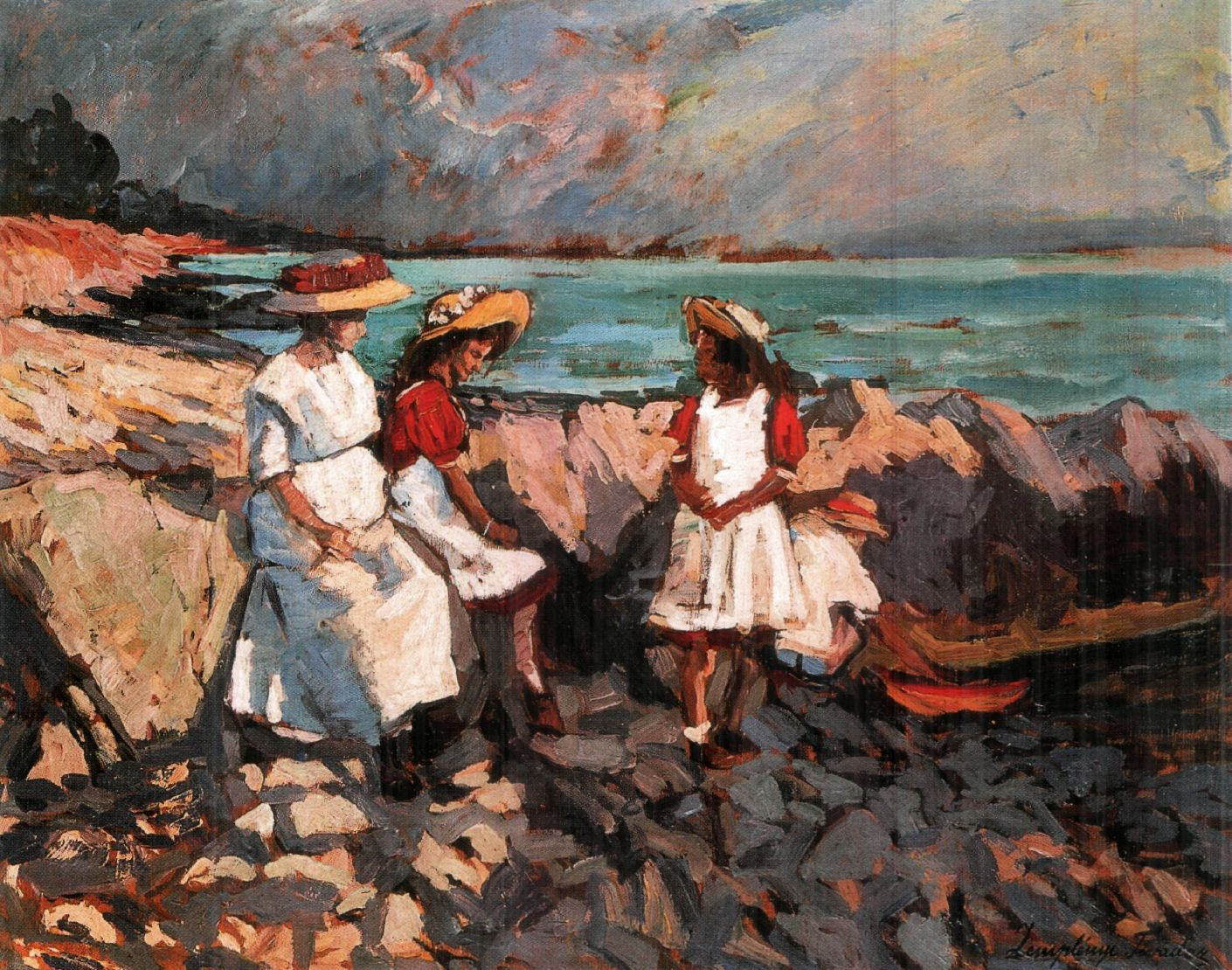
At the beach

- Gábor Jenő